# استادان قدیم نقاشی
عبارت استادان قدیم نقاشی معمولاً برای اشاره به نقاشان مشهور اروپایی پیش از سدهٔ ۱۹ میلادی به کار می‌رود.

## فهرستی از استادان قدیم نقاشی
- لئوناردو دا وینچی
- آلبرشت دورر
- میکل‌آنژ
- ساندرو بوتیچلی
- رافائلو
- ال گرکو
- کاراواجو
- پتر پل روبنس
- نیکولا پوسن
- دیگو ولاسکز
- رامبرانت
- فرانسیسکو گویا